# Thé ou Café
Thé ou Café était une émission de télévision française, créée et présentée par Catherine Ceylac et proposée par la direction de l'information de France 2. Elle était diffusée sur France 2 du 3 février 1996 au 1er décembre 2018.

## Histoire
Le lancement de l'émission avait été programmé pour novembre 1995, mais avait dû être reporté pour raison de financement,.
Le premier numéro est diffusé le samedi 3 février 1996 avec pour invité André Santini, député-maire d'Issy-les-Moulineaux. Dans le générique, un point d'interrogation ponctue le titre de l'émission (Thé ou Café ?).
À sa création, l'émission démarre à 7 h du matin aussi bien le samedi que le dimanche et se déroule en deux temps, avec une interruption pour le journal télévisé du matin et la météo.
Ensuite, ce schéma en deux parties séparées est maintenu pour le dimanche seulement. La première partie, qui est enregistrée tout comme l'émission, commence par un reportage qui présente l'invité. Entre les deux parties, il y a un journal télévisé, présenté par Isabelle Bouloc et un bulletin météo, présenté par Valérie Alexandre.
À partir de septembre 2008, l'émission est diffusée plus tard le samedi, de 9 h 35 à 10 h 35 et le dimanche toujours de 7 h à 8 h.
À partir du 20 septembre 2014, l'émission est diffusée le samedi de 10 h à 10 h 40.
À partir du 10 septembre 2017, l'émission est diffusée le dimanche de 7 h 20 à 8 h.
En avril 2018, France 2 annonce que Thé ou Café reprendra à la rentrée de septembre pour 12 numéros avant l'arrêt définitif du programme. Une pétition est alors lancée par Jeannette Bougrab pour sauvegarder l'émission. 120 personnalités prennent également la défense du programme. Le 1752e et dernier numéro est diffusé le 1er décembre 2018 avec, parmi les invités, Arielle Dombasle, Amélie Nothomb, Chantal Ladesou, Laurent Gerra, Philippe Geluck, Louis Chedid et Thierry Marx.

## Concept et déroulement de l'émission
Chaque samedi, Catherine Ceylac reçoit un invité principal et le dimanche un deuxième invité. Comédiens, chanteurs, auteurs, sportifs, hommes et femmes politiques, décideurs, chefs étoilés, scientifiques, anonymes. Tous se confient sur le plateau de Thé ou Café.
Le programme revisite le parcours de l'invité, de l'enfance jusqu'à aujourd'hui. L'animatrice et l'invité se livrent à un tête-à-tête intimiste avec, au fil de l'émission, des reportages extérieurs (« Les journées avec… », les témoignages…), qui brossent un portrait inédit de la personnalité.
Le « dos à dos » est une séquence, en fin de l'émission, dans laquelle l'invité répond du « tac au tac » aux questions de Catherine Ceylac.
À la fin de l'émission, Catherine Ceylac a pour habitude de présenter une œuvre d'art (peinture, sculpture) qui fait alors l'objet d'une exposition au public.

### Invités
En 22 ans, Catherine Ceylac a reçu 1 252 invités français et internationaux issus de domaines variés. L'écrivain Erik Orsenna détient le record de participations (7 au total). En novembre 2018, la journaliste-animatrice affirme qu'elle a « autant aimé parler à Dustin Hoffman qu'à des mères détenues à Fleury-Mérogis ».
Quelques invités internationaux :
- Dustin Hoffman
- Jane Fonda
- Rania de Jordanie
- Joan Baez
- Elie Wiesel
- Sting
- Shaggy

### Controverses
En 1998, alors que Bernard Tapie est invité et qu'il fait la promotion de son duo avec le rappeur Doc Gynéco, Catherine Ceylac le provoque en évoquant l'« affaire du Crédit lyonnais ».
En septembre 2012, Jenifer annule sa participation au dernier moment. Catherine Ceylac fait part de son mécontentement en s'adressant directement à la chanteuse face caméra. Jenifer, quant à elle, lui répondra dans les médias.

## Tournage
Les premiers numéros de l'émission ont été réalisés au 22 avenue Montaigne dans le 8e arrondissement de Paris, l'ancien siège de France 2.  
Ensuite, ils ont eu lieu dans les studios de la SFP (Société française de production), 2 rue de Silly, à Boulogne-Billancourt.
Depuis 2013, l'émission est enregistrée dans un des studios du siège de France Télévisions, 7 esplanade Henri-de-France dans le 15e arrondissement de Paris.
Depuis le premier numéro, le générique de l'émission est Sabbal Ia'n Ic Uisdean du groupe celtique Tannas.

## Émissions spéciales
| Date de diffusion  | Émission                                                        |
| ------------------ | --------------------------------------------------------------- |
| 11 et 12 mars 2000 | 4e anniversaire                                                 |
| 13 mai 2001        | 5e anniversaire                                                 |
| 17 mars 2002       | 500e émission : Catherine Ceylac reçoit ses invités dans un lit |
| 6 avril 2003       | 7e anniversaire                                                 |
| 28 février 2006    | Thé ou Café show 10 ans                                         |
| 9 novembre 2008    | 1000e émission                                                  |
| 15 mars 2011       | Thé ou Café la soirée 15 ans                                    |
| 4 mars 2006        | Making of Thé ou Café show                                      |
| 28 mai 2016        | Thé ou Café a 20 ans                                            |

## Quelques lieux d'enregistrement exceptionnels de l'émission
| Date                 | Lieu                             |
| -------------------- | -------------------------------- |
| 8 décembre 1996      | Burkina Faso                     |
| 6 septembre 1998     | Marseille                        |
| 6-7 mars 1999        | Burkina Faso                     |
| 20-21 mai 2000       | Festival de Cannes 2000          |
| 4 juin 2000          | Pékin (Chine)                    |
| 17 septembre 2000    | Lyon                             |
| 5 novembre 2000      | New York (États-Unis)            |
| 20 mai 2001          | Festival de Cannes 2001          |
| 24 juin 2001         | Pays de la Loire                 |
| 9 septembre 2001     | Camargue                         |
| 27 octobre 2002      | Jordanie                         |
| 22 juin 2003         | Saint-Barthélemy                 |
| 11 décembre 2004     | Musée du Louvre                  |
| 9 avril 2005         | Liban                            |
| 5 juin 2005          | Maison d'arrêt de Fleury-Mérogis |
| 10-11 septembre 2005 | Rome (Italie)                    |
| 17 décembre 2005     | Musée du Quai Branly             |
| 9 septembre 2007     | Montréal (Québec)                |
| 6 novembre 2010      | Éthiopie                         |
| 14 décembre 2013     | Dakar (Sénégal)                  |
| 17 juin 2017         | Sète                             |

## Records d'audiences
| Date de diffusion | Invité(e)      | Part de marché (%) | Spectateurs | Référence |
| ----------------- | -------------- | ------------------ | ----------- | --------- |
| 13 décembre 2008  | Lio            | 21,2 %             | 1 100 000   |           |
| 28 avril 2014     | Lambert Wilson | 19,8 %             | 350 000     | [ 7 ]     |
| 16 février 2015   | Michel Cymes   | 20,6 %             | 433 000     | [ 8 ]     |
| 6 novembre 2016   | Flavie Flament | 11,3 %             |             |           |
| 19 novembre 2016  | Sting          | 12,2 %             |             |           |
| 26 novembre 2016  | Marc Veyrat    | 12,5 %             |             |           |
| 3 décembre 2017   | Barbara Schulz | 16,3 %             | 403 000     |           |

## Identité visuelle (logo)

Ancien logo
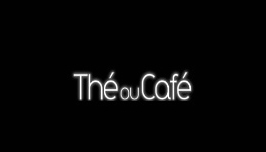
Logo actuel